# Sivovrati zovoj
Sivovrati zovoj (lat. Pterodroma pycrofti) je vrsta morske ptice iz porodice zovoja. Naziv na engleskom (eng. Pycroft's petrel – Pycroftova burnica) je dobila po novozelandskom ornitolgu Arthuru Thomasu Pycroftu.
Jako je mala. Duga je oko 26 cm. Sivobijele je boje. Čelo je bijelo, a kruna je siva. Oko očiju nalazi se tamnije područje. Krila su tamnosiva, orubljena crnom bojom. Hrani se lignjama.
Prirodno stanište su joj otvorena mora i umjerene šume.

## Vanjske poveznice
|  | Zajednički poslužitelj ima još gradiva o temi Pterodroma pycrofti |
|  | Wikivrste imaju podatke o taksonu Pterodroma pycrofti             |